# The Beach Boys Love You
The Beach Boys Love You ist ein Album der US-Band The Beach Boys.

## Entstehung
1977 waren die Beach Boys von Machtkämpfen zerfressen. Auf der einen Seite gab es die Wilson-Brüder Carl und Dennis, welche in Zukunft Musik im Stil von Smile machen wollten. Auf der anderen Seite waren Mike Love und Alan Jardine, die auf die durchschlagenden Erfolge der Hit-Compilations der Jahre 1975 und 1976 verwiesen: Endless Summer und Spirit of America landeten auf mit Platz 1 und 8 jeweils in den Top Top der US-Charts, 20 Golden Greats war in vielen europäischen Ländern auf Platz #1 zu finden. Diese Hit-Compilations beinhalten die größten Beach-Boys-Hits der 1960er Jahre, welche aus der Feder von Brian Wilson stammen. Daher wollten Jardine und Love mit Songs weiterarbeiten, die zumindest ähnlich wie die Oldies klangen. In der Mitte saß Brian Wilson, der sich keiner Fraktion anschloss. Die Streitereien innerhalb der Band gingen so weit, dass sich eine Fraktion weigerte das Studio zu betreten, wenn jemand von der anderen Seite anwesend war.
1977 hatte Brian Wilson viele neue Songs geschrieben und wollte mit der Band ein neues Album aufnehmen. Seine Verwunderung war groß, als außer seinem Bruder Carl Wilson kein anderer Beach Boy zu den Aufnahme-Sessions erschienen war. Alan und Mike wollten das Studio nicht betreten, Dennis Wilson war mit der Aufnahme zu seinem ersten Soloalbum Pacific Ocean Blue beschäftigt, bemühte sich aber so oft wie möglich den Aufnahme-Sessions beizuwohnen.
Da die anderen Beach Boys kaum anwesend waren, nahm Brian Wilson fast alle Instrumente zu den Songs selber auf, sang die Leadstimmen ein und produzierte die Songs. Carl Wilson fungierte als Mixdown-Producer. Dennis Wilsons Brummen zieht sich durch das gesamte Album. Alan Jardine nahm zu einem Song die Lead-Vocals auf, von Mike Love ist ebenfalls nur sehr selten etwas zu hören. Auch er arbeitete zu diesem Zeitpunkt an seinem Soloalbum First Love, das allerdings nie veröffentlicht wurde.

## Erfolg
Mike Love und Alan Jardine hatten der Plattenfirma Warner Bros. bzw. Reprise Records erklärt, dass sie den auslaufenden Vertrag nicht mehr verlängern würden. Sie schielten bereits mit einem Auge auf einen Plattendeal mit Epic Records. Warner Bros. weigerte sich deshalb, das Album Love You zu bewerben.
Das Album Love You kam in den US-Billboard-Charts nur auf Platz #53. Die Kritiken fielen jedoch besser aus, als die des Vorgängeralbums 15 Big Ones.

## Titelliste
1. Let Us Go On This Way (Brian Wilson/Mike Love) – 1:58
2. Roller Skating Child (Brian Wilson) – 2:17
3. Mona (Brian Wilson) – 2:06
4. Johnny Carson (Brian Wilson) – 2:47
5. Good Time (Brian Wilson/Alan Jardine) – 2:50
6. Honkin Down the Highway (Brian Wilson) – 2:48
7. Ding Dang (Brian Wilson/Roger McGuinn) – 0:56
8. Solar System (Brian Wilson) – 2:47
9. The Night Was So Young (Brian Wilson) – 2:15
10. I’ll Bet He’s Nice (Brian Wilson) – 2:36
11. Let’s Put Our Hearts Together (Brian Wilson) – 2:14
12. I Wanna Pick You Up (Brian Wilson) – 2:39
13. Airplane (Brian Wilson) – 3:06
14. Love Is a Woman (Brian Wilson) – 2:57

## Songinfos
Johnny Carson ist eine Hommage an den bekannten Moderator der Tonight Show.
Good Time ist eine alte Aufnahme, etwa von 1970. Ursprünglich veröffentlichte Spring, das Duo bestehend aus Marilyn Wilson und Diane Rovell, das Lied in einer Version die overdubbed wurde. Die von den Beach Boys eingesungene Version blieb bis zu diesem Album unveröffentlicht.
Ding Dang ist ein Songwriting-Fragment, dass aus einer Session von Brian Wilson und Roger McGuinn von The Byrds übrig geblieben ist.
Der Song Let's Put Our Hearts Together ist ein Duett von Brian Wilson und seiner Frau Marilyn.